# 오로메
오로메(Oromë)는 《실마릴리온》의 등장인물이다. 일루바타르의 명령에 따라 세상을 창조한 발라 중 하나다. 그의 권능은 사냥의 권세로 훗날 켈레고름이 소유하게 되는 사냥개 후안의 본래 주인이다.
멜코르와 대립했던 아이누로 만웨, 툴카스 등과 함께 아르다 첫 전쟁, 권능의 전쟁 등에 관여했다.
퀜디를 찾아 발라들에게 알렸으며, 그들을 발리노르로 향하도록 안내했다. 다만, 모든 요정이 여정에 참여하진 않았다.
멜코르는 오로메의 안내로 발리노르에 거주한 요정을 보고 시기했고 영생목을 죽여 벨레리안드의 북쪽 앙그반드에 도망치는 것을 막기 위해 추적을 시도한 것 정도가 작중에서 언급된다.